# Mit zitternden Händen
Mit zitternden Händen (Originaltitel: I dina händer) ist eine schwedische Dramaserie, die am 24. April 2024 auf Netflix  veröffentlicht wurde. Die fünfteilige Miniserie basiert auf dem gleichnamigen Roman der schwedischen Autorin Malin Persson Giolito.

## Inhalt
Die Serie beginnt mit einem Schockmoment: der 14-jähriger Billy wird vor einem Spielplatz von seinem besten Freund Dogge erschossen. Im Zentrum der Handlung stehen die Jugendlichen Billy und Dogge, deren Freundschaft durch kriminelle Strukturen auf die Probe gestellt wird. Während Billy aus einer liebevollen, aber armen Einwandererfamilie stammt, wächst Dogge in wohlhabenden, jedoch emotional kalten Verhältnissen auf. Beide geraten zunehmend in das Umfeld gewalttätiger Banden, was letztlich in einer tragischen Eskalation endet.

## Produktion
Die Serie wurde von Anna Zackrisson inszeniert, das Drehbuch stammt von Alex Haridi und Amanda Högberg. Die Dreharbeiten fanden 2023 in Stockholm statt. Vor der Premiere der Serie im Jahr 2024 gab die Autorin Malin Persson Giolito bekannt, dass sie ihren Namen aufgrund von Meinungsverschiedenheiten mit dem Drehbuchautor Alex Haridi aus den Produktionscredits gestrichen habe.
Die Serie wurde am 24. April 2024 auf der Streaming-Plattform Netflix veröffentlicht.

## Episodenliste
Die komplette Staffel wurde am 24. April 2024 auf Netflix sowohl im Original als auch auf Deutsch erstveröffentlicht.
| Nr. (ges.) | Nr. (St.) | Deutscher Titel                             | Originaltitel                | Regie           | Drehbuch                     |
| ---------- | --------- | ------------------------------------------- | ---------------------------- | --------------- | ---------------------------- |
| 1          | 1         | Was zum Teufel hast du getan?               | Vad har du gjort?            | Anna Zackrisson | Amin Hussein                 |
| 2          | 2         | Wieso ist mein Sohn jetzt tot?              | Varför är min son död?       | Anna Zackrisson | Amin Hussein, Amanda Högberg |
| 3          | 3         | Du hast hier keinem geholfen                | Du har inte hjälpt någon här | Anna Zackrisson | Amin Hussein                 |
| 4          | 4         | In unserem Geschäft bist du ein Erwachsener | I det här livet är du vuxen  | Anna Zackrisson | Amin Hussein, Amanda Högberg |
| 5          | 5         | Das ist unmöglich                           | Du kan inte skydda mig       | Anna Zackrisson | Alex Haridi, Amin Hussein    |

## Besetzung und Synchronisation
Die deutschsprachige Synchronisation entstand nach den Dialogbuch von Rebecca Völz sowie unter der Dialogregie von Torsten Sense durch die Synchronfirma VSI Synchron GmbH.
| Rolle                    | Schauspieler            | Synchronsprecher       |
| ------------------------ | ----------------------- | ---------------------- |
| Douglas 'Dogge' Arnfeldt | Olle Strand             | Finn Posthumus         |
| Bilal 'Billy' Ali        | Yasir Hassan            | Julius Ole Ernst       |
| Leila Ali                | Yusra Warsama           | Anne Helm              |
| Tusane 'Tusse' Ali       | Mohamed Abdirahman Koje | Pepe Zech              |
| Mehdi Bah                | Solomon Njie            | Oscar Räuker           |
| Farid Ayad               | Ardalan Esmaili         | Daniel Fehlow          |
| Lana                     | Beri Gerwise            | Katharina Schwarzmaier |
| Dawit                    | Tyrone Michele          | Jonas Schmidt-Foß      |
| Mäkele                   | Ibrahim Qabli           | Carlos Fanselow        |